# Argentina en los Juegos Olímpicos de París 1900
La participación de Argentina en los Juegos Olímpicos de París de 1900 fue la primera actuación de un deportista argentino en los Juegos Olímpicos. Se trató del esgrimista Francisco Camet, quien compitió en la prueba de espada finalizando en quinto lugar y obteniendo dos puntos. Con esa actuación, Argentina obtuvo el sexto lugar en la clasificación general por puntaje en esgrima. Asimismo, en la tabla general por puntaje de los Juegos, con esa sola actuación, Argentina quedó en la 23.ª posición sobre 28 países participantes.

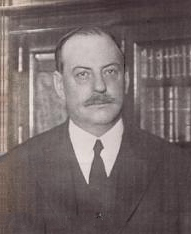
Francisco Carmelo Camet

## Diploma en esgrima
Argentina fue uno de los doce países -el único iberoamericano- que fundaron el Comité Olímpico Internacional (COI) en 1894, estando representada en el primer Consejo Ejecutivo por José Benjamín Zubiaur, quien se desempeñó en ese cargo hasta 1907. La primera presencia olímpica de un deportista argentino se produjo ya en los segundos Juegos Olímpicos de París 1900 a través de la participación solitaria del esgrimista Francisco Camet.
La esgrima fue una de las disciplinas fundadoras del olimpismo moderno. En los Juegos de París se realizaron siete pruebas, una de ellas la de espada, en la que se inscribió Francisco Camet, junto a otros 103 competidores pertenecientes a los 28 países en competencia. Los esgrimistas fueron distribuidos en 17 series, clasificando los dos primeros de cada una. Camet se clasificó segundo luego de vencer a dos franceses, un español y un peruano, siendo derrotado a su vez por el francés Léon Sée.
En la segunda ronda, Camet, volvió a clasificar segundo, eliminando a tres franceses y un belga y, para quedar escolta de otro francés, Edmond Wallace. En la tercera ronda, Camet finalizó tercero en su serie clasificando para la final, a la que clasificaron también siete franceses y un cubano, Ramón Fonst Segundo. La medalla de oro la obtuvo precisamente el cubano, mientras que Camet terminó en quinto lugar, alcanzando una posición premiada con dos puntos. Delante de Camet quedó con medalla de bronce Léon Sée, quien lo había vencido en la serie inicial, y detrás quedó Edmond Wallace, en sexto lugar, quien en la segunda ronda había obtenido la serie de Camet.
Con esa actuación, Argentina obtuvo el sexto lugar en la clasificación general por puntaje en esgrima. El primer lugar lo obtuvo Francia ganando cinco de las siete medallas de oro en juego, y 15 de las 21 medallas totales. Asimismo, en la tabla general por puntaje de los Juegos, con esa sola actuación, Argentina quedó en la 23.ª posición sobre 28 países participantes, empatada con Rusia y superando a Haití, Irán, Perú y Rumania.